# Ferrovia Appenzello-San Gallo-Trogen

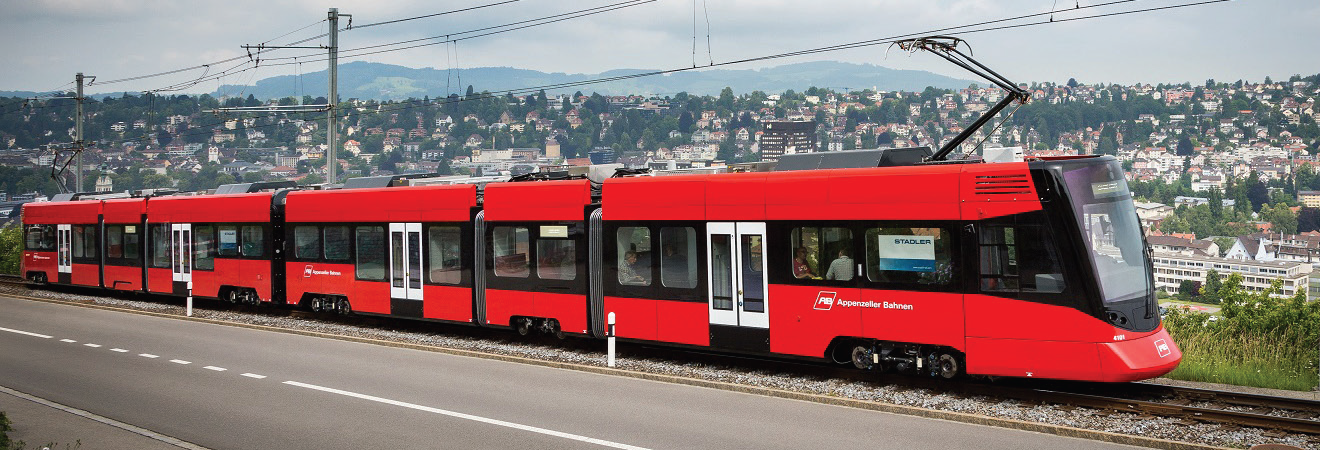
Tram Stadler Tango delle Appenzeller Bahnen in corsa di prova tra la stazione di Schülerhaus e quella di Notkersegg, luglio 2018.

La ferrovia Appenzello-San Gallo-Trogen, anche nota come Durchmesserlinie, è una linea ferroviaria, anche classificabile come tranvia interurbana, a scartamento metrico della Svizzera (nei cantoni di Appenzello Interno, Appenzello Esterno e San Gallo), gestita dalle Appenzeller Bahnen (AB), comprendente le due tratte distinte San Gallo-Gais-Appenzello e San Gallo-Trogen. 
È la ferrovia ad aderenza naturale più ripida della Svizzera con una pendenza fino all'8% e fa parte della rete celere di San Gallo (linee S20, S21 e S22). I due rami della linea vennero completati in sezioni tra il 1889 e il 1904. Nel 2018 le due linee sono state collegate dall'AB con un percorso interurbano. 

## Storia

### Ferrovia San Gallo-Gais-Appenzello

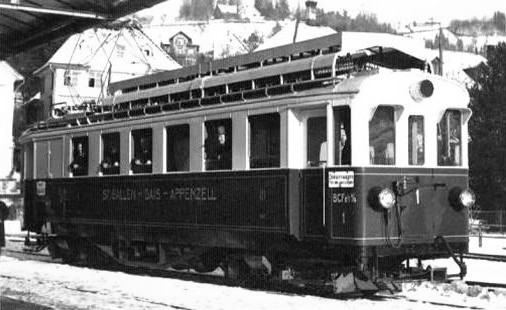
Tram BCFeh 4/4.

L'ex St. Gallen-Gais-Appenzell-Altstätten-Bahn aprì la linea da San Gallo a Gais, nota come Gaiserbahn, il 1º ottobre 1889. Il 1º luglio 1904 seguì il prolungamento da Gais ad Appenzello. La linea aveva sette sezioni a cremagliera con il sistema Riggenbach-Klose, per una lunghezza totale di 4,9 chilometri.
L'esercizio elettrico a 1500 V CC iniziò il 23 gennaio 1931 e il nome della compagnia che gestiva la linea fu cambiato in St. Gallen-Gais-Appenzell-Bahn. La linea, dal tracciato complesso e con curve strette, richiedeva nuove soluzioni progettuali per consentire alle automotrici elettriche BCFeh 4/4 di operare sia su tratti in aderenza che a cremagliera. Tra il 1978 e il 1983, cinque dei sei tratti a cremagliera furono sostituiti da nuovi binari che consentivano il funzionamento in aderenza. Rimaneva solo la tratta a cremagliera di quasi un chilometro attraverso il Ruckhalde, tra San Gallo e il suo sobborgo di Riethüsli.

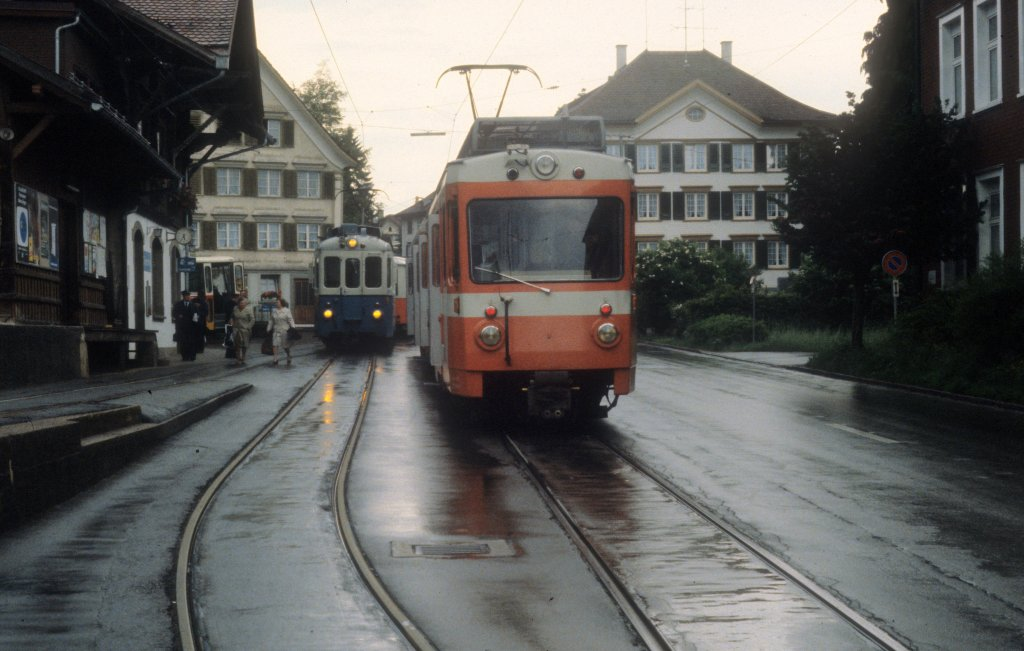
Due treni a Speicher, giugno 1980.

### Ferrovia San Gallo-Trogen
La ferrovia San Gallo-Trogen (Trogenerbahn, TB) fu inaugurata il 10 luglio 1903. In origine, la linea era elettrificata a 750 volt in corrente continua. La tensione fu aumentata a 900 volt nel 1921 e infine a 1000 volt nel 1928, con la sostituzione del gruppo di conversione a Speicher con un impianto raddrizzatore al mercurio completamente automatico. Nella città di San Gallo, i treni circolavano sui binari della tranvia di San Gallo, chiusa nel 1957. A causa delle intersezioni con i filobus cittadini, la tensione del filo di contatto è ancora di soli 600 volt.
Nonostante la modesta durata dell'esercizio, la ferrovia San Gallo-Trogen venne conservata. La linea, che originariamente correva quasi completamente su binari posati sulle strade, è stata in gran parte spostata nel corso degli anni su un proprio tracciato. Con una pendenza fino al 7,6%, la ferrovia di Trogen era la linea ad aderenza naturale a scartamento ridotto più ripida della Svizzera prima dell'apertura della galleria di Ruckhalde.

### Linea interurbana

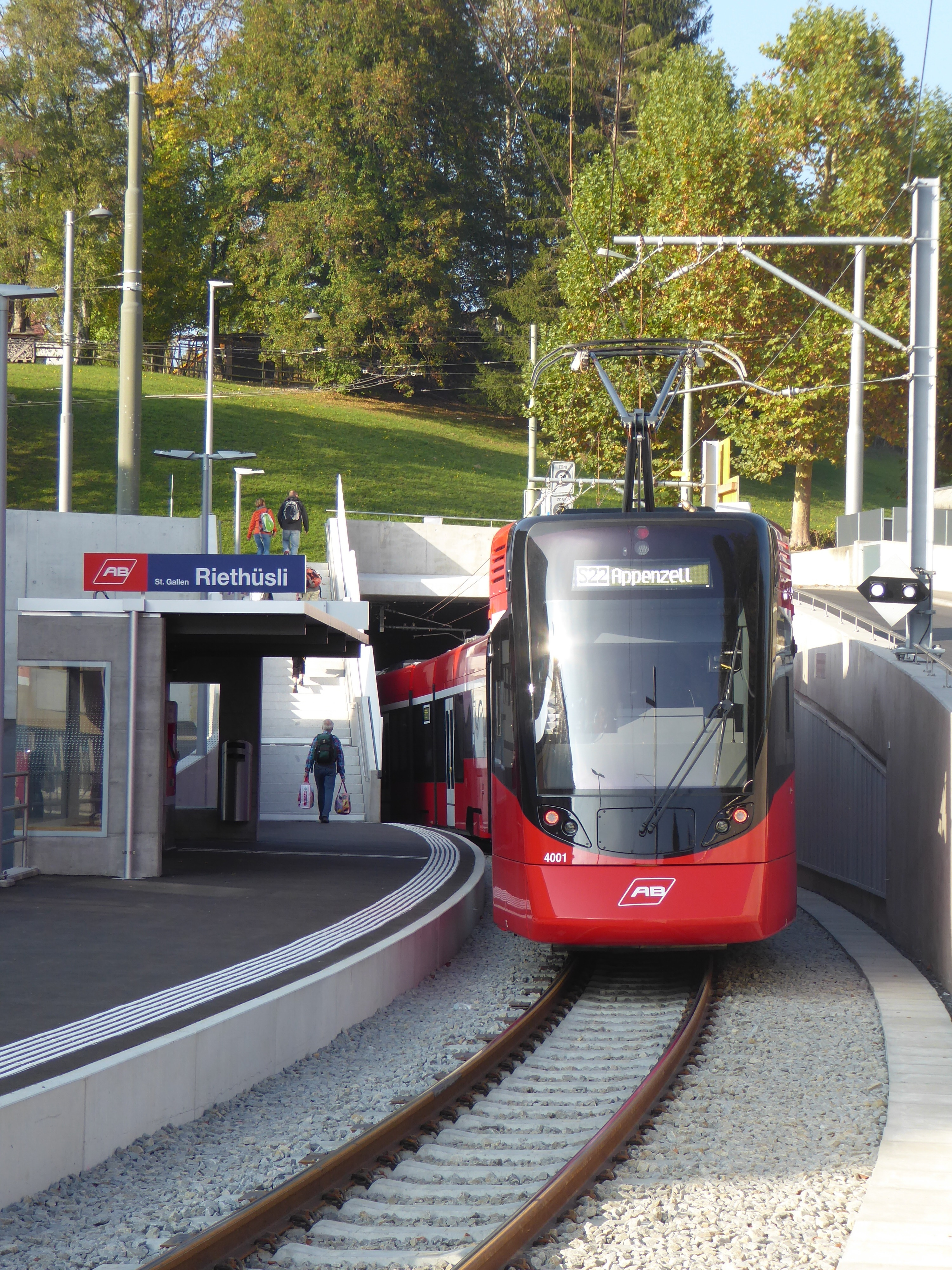
Ingresso meridionale alla galleria di Ruckhalde e la nuova stazione di Riethüsli, ottobre 2018.

Dagli anni 1970 sono stati progettati dei tunnel tra San Gallo e il sobborgo di Riethüsli per eliminare l'ultimo tratto a cremagliera tra San Gallo e Appenzello. Tutti questi progetti sono falliti per motivi di costo. Dopo la fusione delle Appenzeller Bahnen (AB) con la compagnia Trogenerbahn (TB), la compagnia che gestiva la ferrovia Rorschach-Heiden (RHB) e la compagnia che gestiva la ferrovia Rheineck-Walzenhausen (RhW) nel 2006, le AB decisero di aumentare le corse tra San Gallo e Teufen a intervalli di 15 minuti. Ciò richiese la riduzione del tempo di percorrenza tra San Gallo e Riethüsli, possibile solo con la rimozione della tratta a cremagliera attraverso la galleria di Ruckhalde. Per eliminare l'antieconomico schema di servizio dei treni nella stazione "laterale" di San Gallo (Nebenbahnhof) era necessario collegare la linea Appenzello-San Gallo della ferrovia di Trogen con una linea urbana trasversale, sebbene i due rami avessero caratteristiche molto diverse.
La linea urbana trasversale Appenzello-San Gallo-Trogen divenne un progetto strategico fondamentale delle AB. I lavori necessari furono suddivisi in cinque sottoprogetti, di cui la tratta San Gallo-Riethüsli, compresa la galleria di Ruckhalde proposta, lunga circa 700 metri, era la più complessa e la più grande. Oltre alla costruzione del nuovo binario, erano necessari altri lavori. La tensione della linea aerea fu portata a 1500 V; in precedenza era di 1000 V sulla ferrovia di Trogen e di 1500 V sulla ferrovia di San Gallo-Gais-Appenzello. La stazione di Teufen fu dotata di un terzo binario, in modo che, oltre agli incroci dei servizi regolari a intervalli, i treni potessero invertire la marcia nelle ore di punta. Il binario di raccordo per la stazione di San Gallo AB fu sostituito da un incrocio e il doppio binario venne esteso dal municipio al ponte di San Leonardo. Per semplificare l'esercizio, le sette cabine di segnalazione tra Niederteufen e Trogen vennero sostituite da due nuovi sistemi, contenenti componenti dell'architettura di interblocco SiGrid, sviluppata da Siemens. SiGrid collega gli impianti esterni con l'interblocco e lo alimenta con corrente continua a 750 volt.
La linea trasversale apporta notevoli miglioramenti ai passeggeri: oltre al tempo di percorrenza di 15 minuti tra San Gallo e Teufen, vennero migliorate le coincidenze con i treni InterCity da e per Zurigo. L'eliminazione della sezione a cremagliera nel Ruckhalde, tecnicamente complessa e costosa da gestire, rese possibile l'utilizzo dei nuovi treni a pianale ribassato Tango (classe ABe 8/12), più confortevoli e silenziosi, ma anche più economici. Il tracciato della galleria di Ruckhalde eliminò la necessità di sei passaggi a livello, aumentando la sicurezza del traffico nel quartiere di Riethüsli.
La costruzione iniziò nella primavera del 2016. I cantoni di San Gallo, Appenzello Esterno e Appenzello Interno e i loro comuni contribuirono con un totale di 49 milioni di franchi ai costi complessivi di circa 90 milioni di franchi, mentre il resto venne finanziato dalla Confederazione. Mentre la linea urbana trasversale venne duplicata attraverso il piazzale della stazione di San Gallo, anche il piazzale era in fase di ristrutturazione dal 2015. La nuova linea fu inaugurata il 6 ottobre 2018, in occasione di una festa popolare e l'esercizio commerciale iniziò il 7 ottobre.